# Комедія про Лісістрату
«Комедія про Лісістрату» (рос. «Комедия о Лисистрате») — радянський художній фільм 1989 року, знятий режисером Валерієм Рубінчиком за мотивами комедії давньогрецького драматурга Аристофана «Лісістрата».

## Сюжет
Жінки Спарти і Афін стомлені Пелопоннеською війною, яку ведуть їхні чоловіки. Щоб покласти край цьому нескінченному протистоянню, що втомило всіх, молода вдова Лісістрата збирає всіх жінок і переконує дати клятву в Храмі Афіни не допускати до себе чоловіків і жити під замком до тих пір, поки їхні чоловіки не припинять воювати.
Афінянкі замикаються в Акрополі, який намагається безуспішно штурмувати Радник. У відповідь жінки обсипають і його, і інших воїнів, глузуванням. Однак з часом терпінню жінок приходить межа, так що вони одна за одною шукають привід для відлучки додому. Лісістраті доводиться умовляти подруг дотримуватися клятві. Тим часом, до Мірріни приходить її чоловік Кінесій. Жінка відмовляє йому в близькості.
Несподівано з'являється вісниця Богів Ірида, чим бентежить афінянок, а в цей час Радник зі своїми людьми знову намагається штурмувати Акрополь. Перед цим всі воїни оголюються. Але точно так само роблять і жінки, і їх вид бентежить чоловіків. Тим часом в Афіни з пропозицією миру прибувають посли зі Спарти. Народ радіє. Фільм закінчується демонстрацією робочого матеріалу.

## У ролях
- Олена Корєнєва —  Лісістрата
- Валентина Шендрикова —  Клеоніка
- Ольга Кабо —  Мірріне
- Ірина Феофанова —  Лампіто
- Лариса Полякова —  Меліна
- Олена Караджова —  Іліфія
- Марина Гайзідорська —  Леда
- Ксенія Галицька —  Піфо
- Олександр Калягін —  Радник
- Костянтин Райкін —  Кінесій
- Євген Стеблов —  Агафон
- Юрій Казючиц —  Клісфен
- Борис Хмельницький —  афінський посол
- Леонід Тимцуник —  спартанський посол
- Дмитро Предтеченський —  Ерот
- Валерій Долженков —  сатир

## Знімальна група
- Автор сценарію і режисер:  Валерій Рубінчик
- Оператор:  Валентин Піганов
- Художник: Юрій Кладієнко
- Монтаж: Поліна Скачкова
- Композитор: Олег Янченко